# Amy Seimetz
Amy Lynne Seimetz (Tampa, 25 novembre 1981) è un'attrice, sceneggiatrice e regista statunitense.

## Filmografia

### Attrice

#### Cinema
- Wristcutters - Una storia d'amore (Wristcutters: A Love Story), regia di Goran Dukic (2006)
- Alexander the Last, regia di Joe Swanberg (2009)
- A Horrible Way to Die, regia di Adam Wingard (2010)
- Bitter Feast, regia di Joe Maggio (2010)
- Myth of the American Sleepover, regia di David Robert Mitchell (2010)
- Incredibly Small, regia di Dean Peterson (2010)
- Open Five, regia di Kentucker Audley (2010)
- Tiny Furniture, regia di Lena Dunham (2010)
- Gabi on the Roof in July, regia di Lawrence Michael Levine (2010)
- You're Next, regia di Adam Wingard (2011)
- The Jonestown Defense, regia di Greg Takoudes (2011)
- Autoerotic, regia di Joe Swanberg e Adam Wingard (2011)
- Small Pond, regia di Josh Slates (2011)
- No Matter What, regia di Cherie Saulter (2011)
- Silver Bullets, regia di Joe Swanberg (2011)
- The Dish and the Spoon, regia di Alison Bagnall (2011)
- The Off Hours, regia di Megan Griffiths (2011)
- Be Good, regia di Todd Looby (2012)
- Possession, regia di Dan Cordle (2012)
- Revenge for Jolly!, regia di Chadd Harbold (2012)
- Sun Don't Shine, regia di Amy Seimetz (2012)
- 9 Full Moons, regia di Tomer Almagor (2013)
- Lucky Them, regia di Megan Griffiths (2013)
- Upstream Color, regia di Shane Carruth (2013)
- Pit Stop, regia di Yen Tan (2013)
- The Sacrament, regia di Ti West (2013)
- I Believe in Unicorns, regia di Leah Meyerhoff (2014)
- La ricostruzione di William Zero (The Reconstruction of William Zero), regia di Dan Bush (2014)
- Entertainment, regia di Rick Alverson (2015)
- Ma, regia di Celia Rowlson-Hall (2015)
- Lovesong, regia di So Yong Kim  (2016)
- Alien: Covenant, regia di Ridley Scott (2017)
- Charley Thompson (Lean on Pete), regia di Andrew Haigh (2017)
- My Days of Mercy, regia di Tali Shalom Ezer (2017)
- Pet Sematary, regia di Kevin Kölsch e Dennis Widmyer (2019)
- The Secret - Le verità nascoste (The Secrets We Keep), regia di Yuval Adler (2020)
- No Sudden Move, regia di Steven Soderbergh (2021)

#### Televisione
- Law & Order - Unità vittime speciali – serie TV, 1 episodio (2013)
- Family Tree – serie TV, 3 episodi (2013)
- The Killing – serie TV, 14 episodi (2013-2014)
- The Girlfriend Experience – serie TV, 5 episodi (2016)
- Stranger Things – serie TV, 3 episodi (2016-2017)
- Sfida al presidente - The Comey Rule (The Comey Rule) – miniserie TV, 2 puntate (2020)
- Sweet Tooth – serie TV, 2 episodi (2021)

### Regista
- The Unseen Kind-Hearted Beast (2005) - cortometraggio
- We Saw Such Things (2008) - cortometraggio
- Round Town Girls (2009) - cortometraggio
- Sun Don't Shine (2012)
- When We Lived in Miami (2013) - cortometraggio
- The Girlfriend Experience – serie TV, 6 episodi (2016)

### Sceneggiatrice
- The Unseen Kind-Hearted Beast (2005) - cortometraggio
- Princess (2008) - cortometraggio
- Round Town Girls (2009) - cortometraggio
- Sun Don't Shine (2012)
- When We Lived in Miami (2013) - cortometraggio
- The Girlfriend Experience – serie TV, 27 episodi (2016-2017)

## Doppiatrici italiane
Nelle versioni in italiano delle opere in cui ha recitato, Amy Seimetz è stata doppiata da:
- Barbara De Bortoli in Alien: Covenant
- Silvia Barone in You're Next
- Rachele Paolelli in The Killing
- Valentina Perrella in Stranger Things
- Gaia Bolognesi in Pet Sematary
- Angela Brusa in Sfida al presidente - The Comey Rule
- Perla Liberatori in No Sudden Move
- Francesca Fiorentini in Sweet Tooth